# Dvorac Odescalchi u Iloku
Ilok, najistočnije
naselje Hrvatske smješteno na uzvišenju pedesetak metara iznad desne obale
Dunava, stoljećima je bio političko, trgovačko i kulturno središte zapadnog
Srijema. Zbog sličnosti položaja u literaturi se Ilok često nazivao drugim
Budimom. Takvoj laskavoj usporedbi pridonosi i sam obris Iloka koji je okružen jakim
srednjovjekovnim zidinama, unutar kojih se ističu plemićki dvorac i franjevački samostan s crkvenim zvonikom. Vrtovi i voćnjaci kojima je brijeg obrastao
pridonose cjelokupnom ambijentu.
Ilok sa svojim srednjovjekovnim
utvrđenim gradom i podgrađem tvori skladnu i gradograditeljski vrijednu
cjelinu, koja je stoljećima nastajala, ali i bivala razarana. Srednjovjekovni
gradski zidovi s kulama i njihovi tragovi danas jasno određuju Gornji grad dok
je tkivo unutar tih zidova nastajalo tijekom vremena. Različita
povijesno-stilska razdoblja ovdje ostavljaju traga, od ranoromaničkih, gotičkih
i orijentalno-turskih, preko barokno-klasicističkih i neogotičkih do
arhitekture 20. stoljeća.

## Pitanje vlasništva - knezovi Iločki ili obitelj Odescalchi
Najpoznatiji vlasnici
Iloka bili su Nikola Iločki i njegov sin Lovro u drugoj polovici 15. i početkom
16. stoljeća, a to je ujedno i razdoblje najvećeg uspona Iloka u srednjem
vijeku. Nikola Iločki, ban Hrvatske, Slavonije i Srijema te kralj Bosne, poznat
nam je kao graditelj i obnovitelj iločkih zidina. On je proširio postojeću
utvrdu izgradivši nove obrambene zidove duge više od i pojačane s
trinaest kula. Unutar utvrde bilo je pet crkava s franjevačkim i augustinskim
samostanom. U zapadnom dijelu utvrde gradi veliki četverokrilni dvorac na dva
kata. Ugaona dvorana na drugom katu bila je osvijetljena renesansnim, velikim
križnim (českim) prozorima. Spomenuti prozori otkriveni su istraživanjima 2001.
i 2002. godine kada su u građi zidova otkriveni klesanci križne podjele
njihovih prozorskih otvora.  S njegovim
sinom Lovrom, koji vjerojatno nastavlja očeve radove, izumire obiteljska loza
1525. godine kada grad osvajaju Turci i nastupa razdoblje zapuštenosti dvorca.
Teritorij Slavonije,
Srijema i Baranje oslobođen je od Turaka krajem 17. stoljeća. Dio oslobođenog
teritorija priključuje se Vojnoj krajini, a preostale površine feudalnih
veleposjeda služe carskoj blagajni kako bi podmirila dugove i nagradila
istaknute pojedince za vjernost i uspjehe. Srijemski posjedi sa sjedištem u
Iloku poklonjeni su 1697. godine Liviju Odescalchiju, predstavniku bogate i
utjecajne talijanske obitelji i nećaku desetljeće ranije preminulog pape
Inocencija XI., kako bi se odužilo za papinu novčanu pomoć u protuturskim
akcijama. Ovom gestom nagrađeno je i Livijevo sudjelovanje u obrani Beča za
vrijeme turske opsade 1683. godine. Livio Odescalchi imenovan je srijemskim knezom
s pravom kovanja vlastita novca i pravom dodjele plemićkih titula.
Obitelj Odescalchi vlastelinstvo i dvorac u Iloku posjedovat će dva i pol
stoljeća, točnije do 1944. kada su dvorac i posjed postali državno vlasništvo.
Iz te utjecajne obitelji poteklo je nekoliko važnih imena, biskupa, kardinala,
velik broj bankara i spomenuti papa (Benedetto Odescalchi = Inocent XI.). 
Rijetki boravci Odescalchija u Iloku navode se kao uzrok postupaka i opsega
obnove dvorca. Dvorac je
obnavljan za Livija III. 1839. godine i za Baltazara III 1889. godine. Bitno je
napomenuti da su se svi građevinski zahvati zbivali unutar perimetra vanjskih
zidova srednjovjekovno-renesansne građevine Nikole Iločkog.

## Utvrda i palas Nikole Iločkog
Početak snažnih turskih
prodora na naše prostore tijekom druge polovice 15. stoljeća primorao je Nikolu
Iločkog da utvrdi Ilok pred nadolazećom invazijom. Kako je i sam imao iskustva
u ratovanju s turskom vojskom u opsadama Beograda, odlučuje primijeniti novi
sustav utvrđivanja koji se u to vrijeme javio u sjevernoj Italiji i središnjoj
Europi, a na čijem je izvoru bio zahvaljujući dobrim vezama s dvorom Fridrika
III. Utvrde, koje i danas znatnim dijelom stoje, sastoje se od kružnih kula,
polukula, kvadratnih kula, bastiona, barbakana na ulazu te zidina koje sve to
povezuju.
Ilok je tako s tri strane bio okružen zidinama, dok je četvrtu, zapadnu stranu
zatvarao palas knezova Iločkih, a branila ju je još i velika utvrda – bastion.
Na južnoj i istočnoj strani zidina nalazile su se polukule i kule kvadratnog
tlocrta koje je povezivao zid od cigle povezane klasičnim gotičkim vezom na
čijem vrhu nalazimo oblik otvorenog braništa – krunište s parapetom i
stražarskom stazom. Za razliku od južne i istočne strane utvrde, koje još
uvijek podsjećaju na srednjovjekovne sustave utvrđivanja, sjeverni dio pokazuje
primjenu novih sustava – zatvorenog pokrivenog braništa (pasarela), odnosno
natkrivenog hodnika koji je vjerojatno povezivao palas knezova Iločkih unutar
utvrde i nekadašnji burg na sjeveroistočnom dijelu Iloka, koji je bio uklopljen
unutar novih zidina.
Ovako utvrđeni Ilok nikako više nije mogao nositi naziv burg, kao u 14.
stoljeću, ali nije bio ni grad jer je naselje bilo smješteno oko utvrde te na
drugoj obali Dunava i posebno utvrđeno. Ilok je tako u rukama Nikole Iločkog
postao kraljevska rezidencija koja je u unutrašnjosti svojih zidina imala palas
- kraljevski dvor, crkve, samostane i moguće kovnicu novca u jednoj od
kvadratnih kula. Sa svojim srednjovjekovnim utvrđenim gradom – feudalnim
sjedištem (Gornji grad) i srednjovjekovnim podgrađem (Donji grad) – Ilok
predstavlja impresivno zdanje te je nerijetko nazivan i najljepšim gradom svog
doba.
Palas (kaštel) glavna
je stambena zgrada i reprezentativni stambeni prostor unutar obrambenog sustava
srednjovjekovnog grada. Kao kvalitetniji oblik stanovanja zamijenio je
dotadašnji stambeni prostor u glavnoj gradskoj kuli. Građen je najčešće na dva
kata s podrumskim prostorijama koje su služile kao tamnica i razna spremišta.
Smatra se da je gradnja palasa, smještenog na zapadnom dijelu utvrđenog Iloka,
vjerojatno započela kad i gradnja prvih kvadratnih kula, sredinom 15. stoljeća,
o čemu svjedoče jednake profilacije prozora sa šprljicima na srednoj kvadratnoj
kuli koji se pojavljuju i na samom palasu.
Nažalost, danas nismo u mogućnosti doći do točnog i detaljnog opisa palasa: on
je razrušen prilikom opsade Iloka i oslobađanja od Turaka te nakon 18. stoljeća
upisan u zidove dvorca Odeschalchi. Tako je ostao neotkriven sve do 2000.
godine, kada započinju kontinuirana istraživanja na području dvorca kako bi se
otkrio nekad impresivan palas Nikole Iločkog.

## Dvorac Odescalchi
Današnji dvorac knezova
Odescalchi nastajao je tijekom 18. i 19. stoljeća te sadrži dijelove ziđa
srednjovjekovnog kaštela koji su već i Turci pregrađivali. Dvorac je knezovima
služio kao ljetnikovac, a građen je vjerojatno početkom 18. stoljeća (1721.?).
Današnji izgled rezultat je dugogodišnjeg razvoja. 
Dvorac u Iloku dvokatna
je građevina s tlocrtom u obliku slova „U“. Većina dvoraca i kurija jednokatne su
zgrade s visokim ili niskim prizemljem i s katom, a ponekad s podrumom. Tako da
ovaj dvorac, zajedno s dvokatnim dvorcem u Popovači, predstavlja iznimku u
cijeloj sjevernoj Hrvatskoj. Također, ovaj dvorac jedan je od nekoliko dvoraca
koje za naše prilike možemo imenovati vrlo velikima (površina iznad ).
Sjeverno dvorišno pročelje,
okrenuto je prema Dunavu i rastvoreno arkadama na tri razine (prizemlje i dva
kata). Arkade na pročelju i trokrilni tlocrt nam odaju barokna obilježja. U
dvorac se ulazi sa sjevernog dvorišnog pročelja, a do njega dolazimo kroz kolni
prolaz u istočnom krilu dvorca. Sve tri razine glavnog (južnog) krila dvorca
tlocrtno su  jednake: uzak dugačak hodnik
s otvorenim arkadama na sjevernom (dvorišnom pročelju), stubište otprilike po
sredini, pet soba u nizu s prozorima na južnom pročelju i s ulazima iz dugačkog
hodnika. U prizemlju i na prvom katu nalazimo svođene prostorije, dok je drugi
kat dvorca s ravnim stropom. Poznata nam je i funkcionalna organizacija
prostorija. U prizemlju vlastelinska pismosprema, na prvom katu tajni dvorski
arhiv s poveljama vezanim za imanje te dvorski muzej s izlošcima iz
prapovijesnog, rimskog i turskog doba. Drugi kat sadrži odaje za stanovanje s
lovačkim trofejima, umjetninama, oružjem i bibliotekom s portretima knezova.
Neposredno prije Drugog svjetskog rata knezovi u Rim prenose svoju knjižnicu i
dio umjetnina. Tijekom rata dvorac je korišten pretežito u vojne svrhe, godine
1948. već je prazan i uništen. Upropaštavanje se nastavlja izgradnjom
vodospreme gradskog vodovoda na tavanu i rušenjem zidova drugog kata radi
uređenja dvorane za tjelovježbu. Od 1969. u dvorcu su Muzej grada Iloka i
galerija slika. Uz dvorac u Iloku u 18. stoljeću postojao je i vrt, a od kraja
19. stoljeća i perivoj, što ne čudi jer tradicija vrtova postoji ovdje od
turskog doba. Perivoj je bio namijenjen samo kneževskoj obitelji, od 1956.
postaje javni gradski park, a 1973. biva zaštićen kao spomenik parkovne
arhitekture.

## Obnove u 18. stoljeću
Livio Odescalchi, novi
gospodar Srijema, nije odmah počeo sa sustavnom obnovom dvorca, a i činjenica
je kako obitelj Odescalchi tijekom 18. stoljeća rijetko posjećuje svoja
srijemska imanja. Ovo je jedan od razloga već spomenutog dugog perioda obnove.
Prvu opsežniju obnovu predstavlja ponovna izgradnja srednjeg, južnog krila.
Novoizgrađeno krilo odgovara formatom onom iz 15. stoljeća, visoko je tri kata,
a širina je određena prema starom podrumskom, bačvasto nadsvođenom prostoru.
Srednjovjekovna opekom građena vanjska pročelja ostaju nepromijenjena i
neožbukana. Zbog njihove masivnosti, prozori i vrata novosagrađenih prostorija
bili su okrenuti prema dvorištu i to je novo pročelje bilo ožbukano. Slijedi
izgradnja zapadnog bočnog krila, također u visini tri kata.
Vladimir Marković navodi kako se zapadno krilo ne temelji na promišljenom
arhitektonskom projektu. Njegovom izgradnjom samo je povećan stambeni prostor
dvorca i to na nespretan način. Položaj stubišta ne omogućuje povezanost prizemnih
prostorija s prostorijama prethodno obnovljenog, južnog krila. Prizemlje
zapadnog krila i visinski nije kompatibilno s južnim, jer nema podruma, tako da
su plohe prizemnih prostorija u razizemlju. Prozorski otvori raspoređeni su
aritmično. Situacija nije bolja niti u južnom krilu gdje se prostorije
jednoliko nižu na tradicionalan i stilski nezanimljiv način. Ritam prozorskih
otvora na sjevernom, novom pročelju je ujednačen dok gruba žbuka sa zaglađenim
iscrtanim i obojenim trakama zamjenjuje arhitektonsku plastiku.
U 18. stoljeću dolazi
do bitne neutilitarne obnove, koja će značajno obilježiti budući izgled dvorca.
 Naime, uz sjeverno pročelje južnog krila
uz sve tri etaže prigrađen je arkadno rastvoreni hodnik koji seže punom
dužinom, od prethodno izgrađenog zapadnog krila dvorca pa do istočnog
srednjovjekovnog krila. Prijašnji vanjski zid krila raščlanjen samo trakom stilizirane
rustike i prozorima sada dobiva novu kulisu. Hodnici su rastvoreni sa sedam
arkada čije lučne nadvoje nose stupci u prizemlju i prvom katu pojačani
pilastrima pseudodorskih kapitela i odsječcima gređa, a katove odijeljuju
višestruko profilirani vijenci. Arhitektonska plastika izvedena je u opeci
prema razrađenom projektu prema kojem je arkadno pročelje trebalo biti
neožbukano. Ono je tako bilo usklađeno s ostalim neožbukanim srednjovjekovnim
vanjskim zidovima dvorca. Novija istraživanja pokazat će da je do žbukanja
došlo već u 18. stoljeću, ali ne znamo točno kada. Postavljanje ovih arkadno rastvorenih
hodnika nije bilo ni najmanje utilitarno kao standardna prostorna shema kod
višekrilnih dvoraca srednje Europe, jer hodnik nije vratima povezan sa
svakom prostorijom, nego su vrata samo na krajevima s prozorskim otvorima
između njih. Ovom prigradnjom nije poboljšana komunikacija i umanjila se udobnost
boravka izlaganjem pogledu iz hodnika. Srednjoeuropskoj je tradiciji u 17. i
18. stoljeću strano i oblikovanje pročelja stambene arhitekture neožbukanom
opekom. Upravo u tim specifičnostima Vladimir Marković pronalazi reference
rimske arhitektonske kulture. Njih ne pronalazi samo na temelju plastičkog
oblikovanja i upotrebe građevnog materijala, nego i u samoj ideji prigradnje
arkadnog pročelja starijoj građevini. Od 15. stoljeća obnavljaju se
ranokršćanske bazilike tako da se posve jednostavnim pročeljima prigrađuju
arkadno rastvorena predvorja u prizemlju i na katu. Pitanje je može li se naći
i podudarnost ovakvog tipa pročelja s rimskim palačama i vilama, a ne samo s
crkvenim građevinama Rima. Bočno pravokutno istaknuta krila te središnji,
plastički naglašeniji, arkadni dio pronalazimo i u papinskoj narudžbi u Rimu –
palači Barberini. Želja za ovakvim referencama obitelji Odescalchi,
upotrebljenim stotinu godina nakon izgradnje palače Barberini (najznačajnije
rimske rezidencije baroknog razdoblja), pokazuje nam njihovu težnju ka većem
društvenom statusu. Arkadno pročelje dvorca u Iloku izgrađeno je prije 1793.,
tako da vremenski i stilski pripada razdoblju rimskog kasnobaroknog klasicizma.
Jednostavni arhitektonski oblici čitkog i strogog slijeda i pseudodorski
kapiteli prizemlja te kata otkrivaju rimski arhitektonski ukus druge polovice
18. stoljeća.
Treća arkada sa zapadne
strane u visini sva tri kata značajno je šira od ostalih, a razlog tome bilo je
planiranje da se ta arkadna os u budućim dogradnjama nađe u sredini pročelja.
Stoga prilikom projektiranja arkadnog pročelja planiralo se izgraditi drugo
bočno krilo u širini dvije istočne arkade, čime se šira arkada pozicionira na
sredini. Ta zamisao provedena je u 19. stoljeću kad pročelje postaje dugačko
pet arkadnih otvora.

## Obnove u 19. stoljeću
Intervencije 19.
stoljeća dominantne su u današnjem izgledu građevine. O njima se donedavno nije
znalo ništa, ali istraživanja su potvrdila kako je dvorac temeljito obnovljen
najamanje dva puta tijekom 19. stoljeća. Dragan Damjanović otkriva kako je prvu
obnovu 1839. godine vodio istaknuti bečki arhitekt Karl Rösner, a drugu arhitekt Herman
Muller.
Studijski boravak u
Rimu i kretanje u tamošnjim umjetničkim krugovima Rösnera zasigurno  dovodi u
kontakt s članovima obitelji Odescalchi, koji su ionako rijetko boravili u
Iloku. Praktičnost putovanja te vezanost ovog arhitekta uz carski dvor zasigurno
pridonose angažmanu Rösnera od
strane ove ugledne obitelji. Na temelju izvora možemo okvirno zaključiti koje točno
zahvate poduzima na dvorcu. Nakon posjete Iloku počinje s izradom projekta za
novu fasadu i pregradnju dvorca, na kojima je intenzivno radio u veljači 1839.
godine, a čak se pobrinuo da izvođači radova i zidari dođu direktno iz Beča. Arhitekt
dograđuje dvokatno istočno krilo kako bi postigao simetriju s već izgrađenim
zapadnim krilom. Ne pokriva ga krovom nego ga na vrhu popločuje i time stvara
veliki balkon koji je okružen kruništem, elementom arhitekture romantičnog
historicizma. Grafike iz 19. stoljeća pokazuju kako je gornji dio fasade južnog
krila jednostavno raščlanjen plitkim lezenama, a kod donjih dijelova fasade
teško je zaključiti kako ih je točno Rösner
oblikovao. Damjanović povlači analogiju sa samostanom u Klosterneuburgu i na
temelju nje zaključuje da je rad na fasadi južnog krila zasluga bečkog
arhitekta. Sličnosti pronalazi u motivu rustike i njezinom korištenju te
eliptičnim prozorima. Također, velike razlike u tretmanu gornjeg i donjeg
dijela fasade istočnog krila ne trebaju nas čuditi jer je za arhitekturu
ranog historicizma uobičajeno istovremeno pojavljivanje kruništa, eliptičnih
prozora i bunjata, odnosno srednjovjekovnih i klasicističkih elemenata na
jednoj zgradi. Intervencije na južnom pročelju zgrade ostaju nejasne, ali lako
moguće da su rezultat rada ovog arhitekta.
Oblikovni jezik Karla Rösnera otkriva nam tipične karakteristike bečke
arhitekture kraja tridesetih godina. Nakon smrti Pietra von Nobilea koji radi
djela u maniri čistog klasicizma, dolazi do udaljavanja od takvog klasicizma i
povratka barokno-klasicističkoj mješavini u koju ulazi sve više
srednjovjekovnih elemenata i stvara stilske hibride koje nazivamo baroknim
klasicizmom, romantičnim klasicizmom i romantičnim historicizmom. Damjanović
pozicionira rješenje iločkog dvorca između baroknog klasicizma i romantičnog
historicizma. 
Za vrijeme Balthasara
Odescalchija 1889. godine dolazi do zrelohistoricističkog preoblikovanja dvorca
koje građevini daje danas poznati izgled. Cjelokupna današnja žbuka, dimnjaci
te svi okviri prozora rezultat su navedene obnove. Nejasno je koliko je
poštivana raščlamba Rösnerove
fasade. Obnovu vodi Herman Muller, ugledni bečki arhitekt specijaliziran za
podizanje ladanjskih objekata. Koji je bio opseg njegove intervencije teško je
reći.

## Galerija djela
- Srednjovjekovna jezgra Iloka
- Dvorac Odescalchi
- Tlocrt prvog kata dvorca u Iloku
- Rekonstrukcija izgleda dvorca nakon izgradnje arkadnog pročelja
- Rekonstrukcija izgleda arkadnog pročelja prije ožbukavanja